# 高榮生
高榮生（Ko Wing Sang，1985年3月28日—），生於香港，香港籃球運動員，司職得分後衛，現時效力香港甲一籃球聯賽球隊飛鷹。

## 籃球生涯
高榮生生於香港，在小五時透過電視看NBA，便立即被米高佐敦吸引住，其後就和朋友到街場學打籃球，慢慢加入校隊及區隊，中學為賽馬會毅智書院籃球校隊主力，於2003年NIKE青少年籃球聯賽（簡稱NIKE League）鋒芒畢露，帶領球隊登上冠軍，更成為季後賽MVP，參加NIKE League四年來，連續三年取得冠軍，並三奪最有價值球員。
由2004年效力福建時，開始跟隨教練鄭學來，直到2005年加盟飛鷹， 於2017年6月27日以91–76擊敗南青的聯賽，個人獨取23分，與兩名外援球員看齊。他在2017年球季雖然只上陣了6場，但場均得分達16.2分而2分投射，命中率5成、3分則投射命中率逾4成，在8場均助攻2.5次的出色表現，令高榮生在季尾入選香港籃球代表隊，出戰在黎巴嫩舉行的亞洲盃。

## 個人生活
當米高佐敦退役後，高榮生新的偶像就是高比拜仁及卡達。

## 外部連結
- 高榮生在fiba.basketball（英语）
- 高榮生在archive.fiba.com（archived）（英语）
- 高榮生在Eurobasket.com（球員）（英语）
- 高榮生在RealGM（英语）